# Belgische kampioenschappen veldrijden 2008
De Belgische kampioenschappen veldrijden 2008 werden gehouden in het weekend van 5 en 6 januari 2008 in Hofstade (Zemst), een plaats in Vlaams-Brabant.
Net zoals de wereldbekerwedstrijd op 2de kerstdag werd er voor een groot deel in zand gereden, op een licht gewijzigd parcours.

## Uitslagen

### Elite, mannen
| pos.   | renner                | tijd     |
| ------ | --------------------- | -------- |
| Goud   | Sven Nys              | 1u04'15" |
| Zilver | Bart Wellens          | +2"      |
| Brons  | Niels Albert          | +4"      |
| 4.     | Erwin Vervecken       | +4"      |
| 5.     | Bart Aernouts         | +25"     |
| 6.     | Klaas Vantornout      | +53"     |
| 7.     | Dieter Vanthourenhout | +57"     |
| 8.     | Kevin Pauwels         | +1'38"   |
| 9.     | Sven Vanthourenhout   | +1'52"   |
| 10.    | Rob Peeters           | +2'40'   |

### Elite zonder contract
| pos.   | renner             | tijd     |
| ------ | ------------------ | -------- |
| Goud   | Jan Soetens        | 1u06'11" |
| Zilver | Tim Van Nuffel     | +16"     |
| Brons  | Ben Berden         | +1'06"   |
| 4.     | Arne Daelmans      | +1'36"   |
| 5.     | Nico Berckmans     | +1'36"   |
| 6.     | Tom Van den Bosch  | +1'46"   |
| 7.     | Wim Jacobs         | +2'21"   |
| 8.     | Stijn Penne        | +2'21"   |
| 9.     | Mike Thielemans    | +3'01"   |
| 10.    | Kay Van den Brande | +3'34"   |

### Vrouwen
| pos.   | renner            | tijd   |
| ------ | ----------------- | ------ |
| Goud   | Loes Sels         | 36'36" |
| Zilver | Veerle Ingels     | +41"   |
| Brons  | Katrien Pauwels   | +55"   |
| 4.     | Joyce Vanderbeken | +2'33" |
| 5.     | Katrien Aerts     | +2'36" |
| 6.     | Ludvine Henrion   | +3'44" |
| 7.     | Anne Arnouts      | +3'57" |
| 8.     | Anja Nobus        | +4'14" |
| 9.     | Laure Werner      | +4'37" |
| 10.    | Katrien Van Looy  | +5'26" |

### Vrouwen, jeugd
| pos.   | renner              | tijd    |
| ------ | ------------------- | ------- |
| Goud   | Sanne Cant          | 29:02   |
| Zilver | Karen Verhestraeten | +4'01"  |
| Brons  | Ilse Vandekinderen  | +5'04"  |
| 4.     | Katia Verstraete    | +6'08"  |
| 5.     | Lisa Bogaert        | +7'10"  |
| 6.     | Sarah Vloemans      | +8'15"  |
| 7.     | Sarah Liekens       | +12'44" |
| 8.     | Dorien Raeymaekers  | +13'04" |
| 9.     | Cynthia Bielen      | +14'08" |
| 10.    | Larisa Jaspart      | +14'28" |

### Beloften, mannen
| pos.   | renner                  | tijd   |
| ------ | ----------------------- | ------ |
| Goud   | Tom Meeusen             | 46'08" |
| Zilver | Wim Leemans             | 0'14"  |
| Brons  | Stijn Huys              | 0'21"  |
| 4.     | Joeri Adams             |        |
| 5.     | Kenneth Van Compernolle |        |
| 6.     | Quintin Bertholet       |        |
| 7.     | Jan Van Dael            | +0'54" |
| 8.     | Gianni Denolf           | +0'59" |
| 9.     | Jim Aernouts            | +1'04" |
| 10.    | Dave De Cleyn           | +1'15" |

### Junioren, jongens
| pos.   | renner                   | tijd   |
| ------ | ------------------------ | ------ |
| Goud   | Stef Boden               | 40:14  |
| Zilver | Sean De Bie              | + :18  |
| Brons  | Matthias Bossuyt         | + :54  |
| 4.     | Simon Geets              | + :57  |
| 5.     | Michiel Dieleman         | + 1:03 |
| 6.     | Wietse Bosmans           | + 1:29 |
| 7.     | Gerry Druyts             | + 1:48 |
| 8.     | Guillaume Van Keirsbulck | + 1:57 |
| 9.     | Angelo De Clercq         | + 2:10 |
| 10 .   | Sven Beelen              | + 2:10 |

### Nieuwelingen, jongens
| pos.   | renner             | tijd   |
| ------ | ------------------ | ------ |
| Goud   | Bart De Vocht      | 33:31  |
| Zilver | Laurens Sweeck     | + :5   |
| Brons  | Frederik Geerts    | + :30  |
| 4.     | Mike De Bie        | + :44  |
| 5.     | Xandro Meurisse    | + :46  |
| 6.     | Jesper Beelen      | + :46  |
| 7.     | Kenzie Boutté      | + 1:09 |
| 8.     | Jens Vandekinderen | + 1:16 |
| 9.     | Hendrik Sweeck     | + 1:27 |
| 10.    | Jens Adams         | + 1:27 |